# Samuel Goudsmit

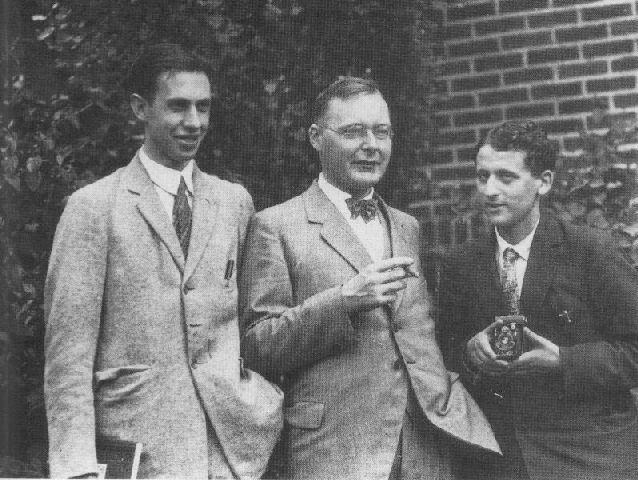
Vanaf links: George Uhlenbeck, Hendrik Kramers en Samuel Goudsmit, rond 1928

Samuel Abraham Goudsmit (Den Haag, 11 juli 1902 – Reno (Nevada), 4 december 1978) was een Nederlands-Amerikaans natuurkundige. Samen met George Uhlenbeck wordt hij gezien als de ontdekker van elektronenspin.

## Biografie
Goudsmit werd geboren in Den Haag in een joods middenstandsgezin, als zoon van Isaac Goudsmit en Marianne Gompers. Hij studeerde theoretische natuurkunde aan de Universiteit Leiden (1919-1926). Aangespoord door zijn leermeester Paul Ehrenfest publiceerde hij in 1921 zijn eerste wetenschappelijke artikel over de fijnstructuur van atoomspectra, een belangrijk onderwerp begin jaren 1920. Omdat in Leiden geen experimentele atoomfysica werd bedreven voerde Goudsmit zijn promotieonderzoek uit bij de Universiteit van Amsterdam. Drie dagen in de week was hij assistent bij Pieter Zeeman op diens laboratorium. Eerder had Goudsmit, om ervaring op te doen met de experimentele spectroscopie, op advies van Ehrenfest twee maanden doorgebracht bij Friedrich Paschen aan de Eberhard-Karls-Universiteit in Tübingen.
Met het kwantummodel van de atoomstructuur die door de Deense fysicus Niels Bohr was voorgesteld konden vele onduidelijkheden in de atoomtheorie verklaard worden, maar niet alle. Vooral het zeemaneffect, het opsplitsen van atoomspectra in een extern magnetisch veld, was aanvankelijk een anomalie: het waargenomen effect kon met Bohrs atoommodel aanvankelijk niet worden verklaard.

### Ontdekker elektronspin

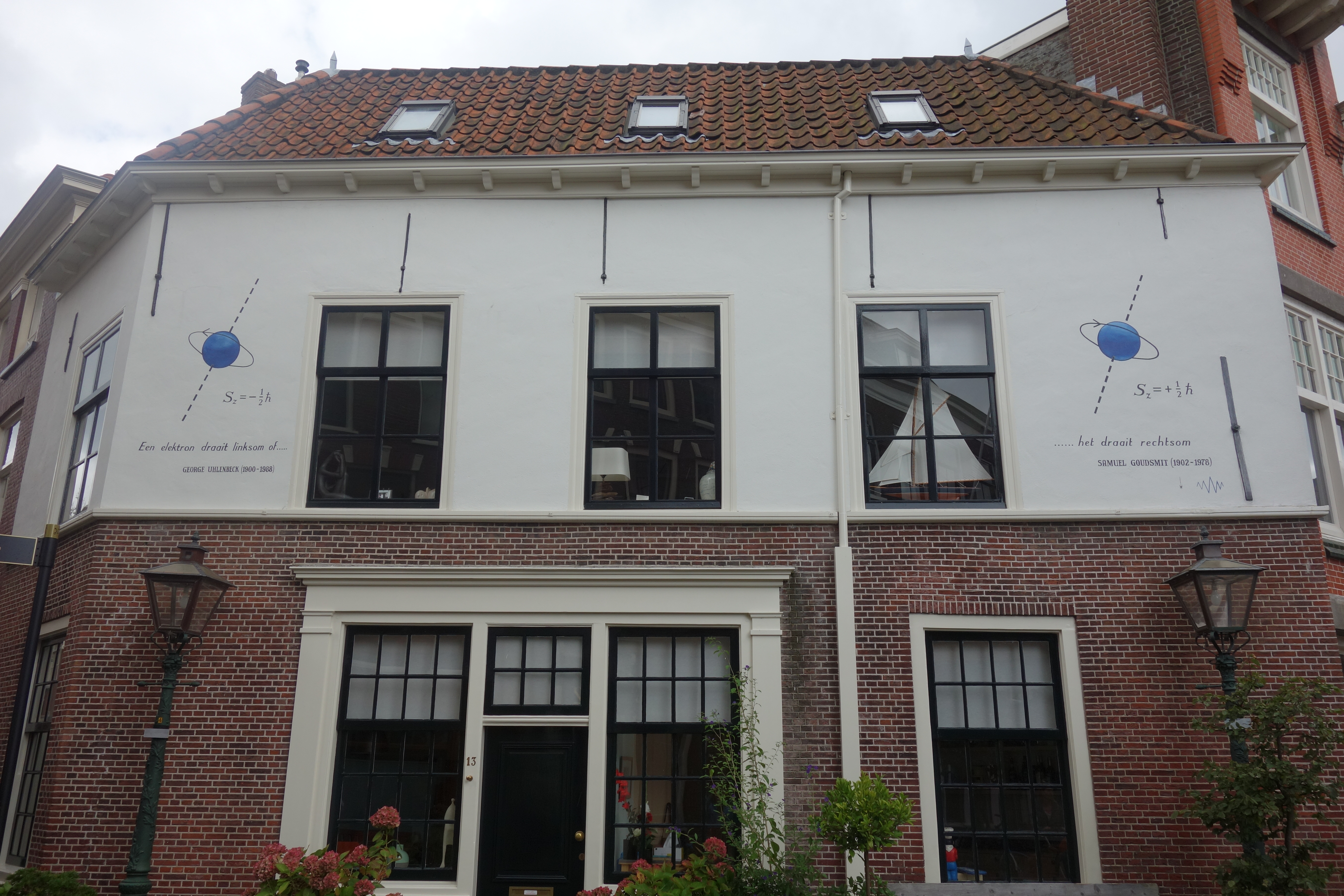
Elektronspin verbeeld op een muur in Leiden

Hij verrichtte onderzoek op het gebied van atoom- en kernfysica. Goudsmit werd beroemd doordat hij in 1925 samen met George Uhlenbeck het concept van de spin van het elektron introduceerde, een belangrijk begrip van de kwantummechanica van elementaire deeltjes. Dit houdt het klassieke beeld in dat elektronen om hun eigen as draaien.
Enkele maanden eerder had Wolfgang Pauli zijn uitsluitselprincipe voorgesteld waardoor er een vierde kwantumgetal aan elektronen nodig was met de waarde +½ en −½. Hoewel Pauli zelf geen voorstelling maakte hoe dit kwantumgetal fysiek eruit moest zien beantwoordde de hypothese van Uhlenbeck en Goudsmit deze vraag. Deze ontdekking leidde tot een fundamentele verandering in de wiskundige structuur van de kwantummechanica omdat spin een integrale eigenschap is van niet alleen het elektron maar ook van het proton en het neutron.
Voor dit elektronspin-concept werd aan Goudsmit en Uhlenbeck in 1964 de Max Planck-medaille toegekend.

### Emigratie
In 1927 promoveerde hij onder Paul Ehrenfest, op dezelfde dag als Uhlenbeck, op het proefschrift Atoommodel en structuur der spectra. Kort daarna emigreerde hij samen met Uhlenbeck en hun echtgenotes naar de Verenigde Staten. Op voorspraak van Ehrenfest hadden ze een onderwijspositie geaccepteerd aan de universiteit van Michigan in Ann Arbor. Gedurende de oorlog werkte hij bij het Massachusetts Institute of Technology (MIT).
Aan het eind van de oorlog bezocht hij zijn ouderlijk huis in Den Haag dat verlaten was en geplunderd – zijn familie was vermoord door de Duitsers. Tijdens de oorlog had Goudsmit – nadat hij van de Joodse deportaties had vernomen – via zijn vriend Dirk Coster nog een dringend verzoek gedaan op Werner Heisenberg om zijn ouders te helpen vluchten. Ondanks Heisenbergs brief van 16 februari 1943 bedoeld voor de Duitse autoriteiten in Nederland kwam die te laat. Goudsmits ouders waren allang opgepakt en per trein naar Auschwitz gedeporteerd waar ze op 11 februari in de gaskamer werden vermoord. Goudsmit was aanvankelijk teleurgesteld dat Heisenberg niet meer had gedaan om het leven van zijn ouders te redden, pas jaren later werd hij milder in zijn oordeel over de persoon Heisenberg.

### Alsos-missie
Goudsmit werd het wetenschappelijk hoofd van de ALSOS-missie van het Manhattanproject. Deze had tot doel vast te stellen hoever nazi-Duitsland was gevorderd met de ontwikkeling van een atoombom. De naam van de missie Alsos (Grieks voor heilig woud) zou een woordspeling zijn op de naam van de verantwoordelijke generaal Leslie Groves (Eng. groves = bosjes). Zodra geallieerde troepen de Rijn bereikten, liet hij watermonsters nemen. Bij controle op radioactieve isotopen die op nucleaire activiteiten konden wijzen was het resultaat negatief.
Het Alsos-team arresteerde onder meer Max von Laue en de nazi-geleerden Otto Hahn, Walther Bothe, Werner Heisenberg en Erich Bagge die voor de nazi's aan een kernwapen hadden gewerkt. Toen Goudsmit Heisenberg voor het eerst ontmoette, blufte Heisenberg dat hij zijn resultaten voor het uraniumprobleem wel wilde uitleggen als de Amerikaanse collega's iets wilden opsteken. Het maakte een zielige indruk op Goudsmit.
De conclusie van Goudsmit was dat de Duitsers nog ver af waren van de productie van een bruikbaar wapen. In zijn boek Alsos (1947) schreef Goudsmit dat wetenschap niet zou kunnen functioneren onder een totalitair regime. (Deze veronderstelling is niet juist gebleken omdat andere totalitaire regimes – de Sovjet-Unie en China – er wel in zijn geslaagd kernwapens te ontwikkelen. Bovendien ontwikkelde nazi-Duitsland wel het raketwapen V2.)
Een andere conclusie van Goudsmit was dat Duitse wetenschappers simpelweg onvoldoende begrip hadden van kernsplitsing om een atoombom te maken. Moderne onderzoekers als John Cornwell en eerder Jeremy Bernstein zijn dat met hem eens, ondanks mystificaties van Carl Friedrich von Weizsäcker als zouden de Duitse geleerden bewust hebben afgezien van een kernwapen. Uit afgeluisterde gesprekken, de zogeheten Farm Hallopnamen, blijkt dat zelfs na de oorlog krijgsgevangen Duitse natuurkundigen als Heisenberg niet op de hoogte waren van de benodigde hoeveelheid uranium voor een atoombom voor het bereiken van een kritische massa. De groep was oprecht verbaasd toen ze via het nieuws over de bombardementen op Hiroshima en Nagasaki vernam dat een atoombom toch mogelijk was.

### Hoogleraar, vakgroepsvoorzitter en redacteur
Na de oorlog was Goudsmit kort hoogleraar aan de Northwestern-universiteit. Van 1948 tot 1970 was hij als senior scientist verbonden aan het Brookhaven National Laboratory en was hij hoofd van de natuurkundevakgroep van 1952 tot 1960. Hij werd bekend als hoofdredacteur van natuurkundetijdschrift Physical Review Letters, dat uitgegeven wordt door de American Physical Society. Na zijn pensionering verhuisde Goudsmit en trad hij toe tot de staf van de Universiteit van Nevada in Reno.

### Egyptologie
Tijdens zijn studietijd in Leiden was Goudsmit geïnteresseerd geraakt in het Oude Egypte. Als enthousiast amateur-egyptoloog publiceerde hij enkele bijdragen aan de egyptologie en verzamelde hij oudheden. Zijn collectie voorwerpen werd door zijn echtgenote in 1981 nagelaten aan het Kelsey Museum of Archaeology van de Universiteit van Michigan als The Samuel A. Goudsmit Collection of Egyptian Antiquities.
In 2017 werd bekend gemaakt dat de Nederlandse egyptoloog Nico Staring een voorwerp uit deze collectie had herkend als eigendom van het Ägyptisches Museum Berlin. De geglazuurde stèle van Ptahmose (fragment) moet geplunderd zijn uit het gebombardeerde museum in Berlijn, en is in 1945 aan Goudsmit verkocht. In april 2017 retourneerde het Kelsey Museum de stèle aan het Ägyptisches Museum.

### Varia
Het boek De zoektocht naar Klingsor beschrijft in romanvorm de periode van het leven van Goudsmit in de jaren 1930-1940, met name de Alsos-missie. In deze roman heet de hoofdpersoon niet Samuel Goudsmit, maar Francis P. Bacon.
In Leiden is op de gevel van Gerecht 13 een muurschildering aangebracht met de wetenschappelijke formules van elektronspin; de naam van Goudsmit staat bij de illustratie van een rechtsdraaiend elektron.